# 1372 Haremari
Haremari (asteróide 1372) é um asteróide da cintura principal com um diâmetro de 23,85 quilómetros, a 2,3559445 UA. Possui uma excentricidade de 0,1483908 e um período orbital de 1 680,67 dias (4,6 anos).
Haremari tem uma velocidade orbital média de 17,90731172 km/s e uma inclinação de 16,4328º.
Esse asteróide foi descoberto em 31 de Agosto de 1935 por Karl Reinmuth.